# Kieran Trippier
Kieran John Trippier (n. 19 septembrie 1990, Bury, Anglia, Regatul Unit) este un fotbalist britanic, care joacă pe post de fundaș lateral la Newcastle în Premier League. Pe plan internațional, are prezențe la națională pentru Anglia U18⁠(d), Anglia U19⁠(d), Anglia U20⁠(d), Anglia U-21⁠(d) și Anglia.

## Titluri
Manchester City Youth
- FA Youth Cup: 2007–08

Burnley
- Football League Championship vice-campion: 2013–14

Individual
- Barnsley Young Player of the Year: 2010–11
- Burnley Player of the Year: 2011–12
- PFA Team of the Year: 2012–13 Championship, 2013–14 Championship